# FK Litoměřicko
Fotbalový klub Litoměřicko w skrócie FK Litoměřicko – czeski klub piłkarski, grający w IV lidze czeskiej, mający siedzibę w mieście Litomierzyce.

## Historyczne nazwy
- 1919 – SK Litoměřice (Sportovní klub Litoměřice)
- 194? – SK Chladírny a mrazírny Litoměřice (Sportovní klub Chladírny a mrazírny Litoměřice)
- 1952 – TJ Slavoj Litoměřice (Tělovýchovná jednota Slavoj Litoměřice)
- 1993 – FK Litoměřice (Fotbalový klub Litoměřice)
- 2016 – FK Litoměřicko (Fotbalový klub Litoměřicko)

## Stadion
Domowe mecze klub rozgrywa na stadionie o nazwie Fotbalový stadion města Litoměřice, położonym w mieście Litomierzyce. Stadion może pomieścić 4000 widzów.